# 크롬 원격 데스크톱
크롬 원격 데스크톱(Chrome Remote Desktop)은 구글이 개발한 원격 데스크톱 소프트웨어 도구이다. 구글이 개발한 크로모팅 프로토콜을 이용해 사용자가 다른 컴퓨터로 원격 접속하는 것을 허가한다. 인터넷을 통해 키보드와 마우스의 동작을 한 컴퓨터에서 다른 컴퓨터로 전송한다.
크롬 원격 데스크톱은 PC에서 이용 시 구글 크롬 설치 후 크롬 웹 스토어에서 확장 프로그램 방식으로 설치하여 이용할 수 있다.

## 같이 보기
- 원격 데스크톱 프로토콜
- 크롬북